# Ngoại Baikal

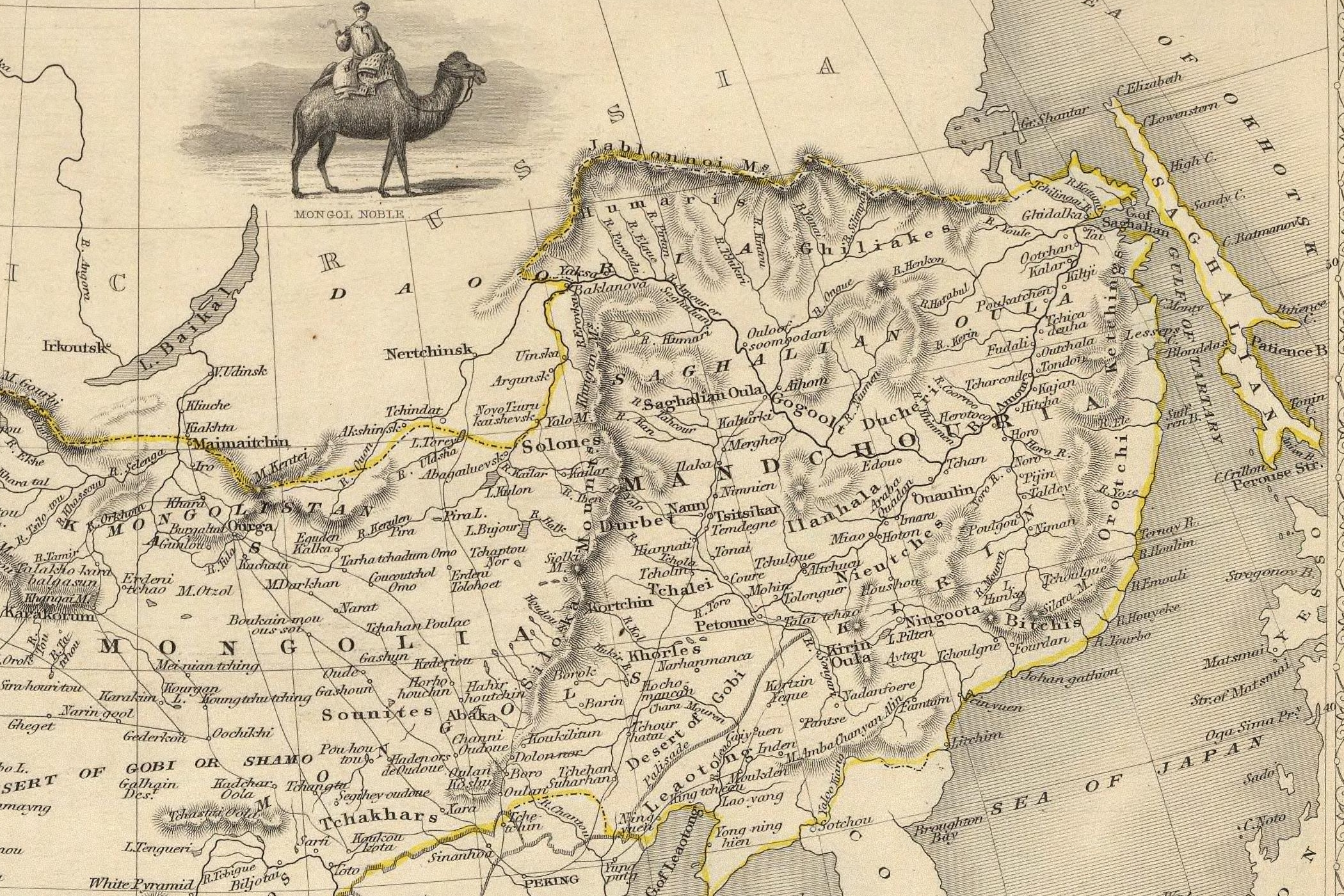
Dauria trên một bản đồ Anh vào năm 1851.
Bản đồ xuất bản bảy năm trước Điều ước Aigun, phía đông (Amur) Dauria vẫn là một phần của Đại Thanh

Ngoại Baikal (tiếng Nga: Забайка́лье, chuyển tự: Zabaykalye, IPA: [zəbɐjˈkalʲjə]), hay Dauria (Даурия, Dauriya) là một khu vực đồi núi ở phía đông hay "phía sau" hồ Baikal tại Nga. Tên gọi Dauria, bắt nguồn từ tên của người Daur. Khu vực trải dài gần 1000 km từ bắc đến nam, từ cao nguyên Patomskoye và cao nguyên Bắc Baikal đến biên giới của nước Nga. Vùng Ngoại Baikal cũng trải dài khoảng 1000 km từ tây sang đông, từ hồ Baikal đến kinh tuyến nơi hợp lưu giữa sông Shilka và sông Argun.
Vào thời Đế quốc Nga, Dauria là một oblast (tỉnh) với thủ phủ nằm tại Nerchinsk, sau đó là Chita và trở thành một phần của Cộng hòa Viễn Đông vào năm 1920. Vùng nay bị phân chia giữa Buryatia và Zabaykalsky và tạo thành gần như toàn bộ lãnh thổ của hai chủ thế liên bang này.
Vùng được đặt tên cho các loài động vật khác nhau bao gồm nhím Âu Dauria, và các loài chim: chim đớp ruồi nâu châu Á (Muscicapa dauurica), quạ gáy xám Dauria, gà gô Dauria, chim đỏ đuôi Dauria, sáo Dauria, bách thanh Dauria và nhạn mông đỏ (Hirundo daurica). Tên thông dụng của loài thông rụng lá Dahuria (Larix gmelinii) cũng như của Rhamnus davurica cũng xuất phát từ tên gọi của vùng.
Làng Oktyabrsky (Октябрьский), tỉnh Amur, gần biên giới Nga-Trung là một nơi có cơ sở lớn về khai thác và chế biến uranium.